# Magma (film, 2024)
Pour les articles homonymes, voir magma.
Pour plus de détails, voir Fiche technique et Distribution.
Magma est un film français réalisé par Cyprien Vial et sorti en 2024.
Il est présenté en avant-première mondiale au Festival du film francophone d'Angoulême.

## Synopsis
En Guadeloupe, Katia Reiter est une volcanologue expérimentée et passionnée qui dirige l'Observatoire de Physique du Globe chargé de surveiller le volcan La Soufrière. Elle forme Aimé Lubin, un jeune Guadeloupéen en thèse de volcanologie, qui lui n'a jamais vu d'éruption. Lorsque le volcan fait une première explosion phréatique, elle doit convaincre le préfet qu'il n'y a pas de danger immédiat. Mais une deuxième explosion provoque un éboulement sur la route et entraine des victimes. Le préfet ordonne l'évacuation et demande à l'équipe de l'observatoire de conforter ses analyses.

## Fiche technique
Sauf indication contraire, les informations mentionnées dans cette section peuvent être confirmées par la base de données cinématographiques Unifrance,  présente dans la section « Liens externes ».
- Titre original : Magma
- Réalisation : Cyprien Vial
- Scénario : Nicolas Pleskof et Cyprien Vial
- Musique : Léonie Pernet
- Décors : Cédric Henry[3]
- Costumes : Carole Chollet[3]
- Photographie : Jacques Girault
- Son : Yolande Decarsin, Daniel Sobrino et Pascal Villard
- Montage : Sanabel Cherqaoui
- Production : Isabelle Madelaine et Émilie Tisné[1]
- Sociétés de production : Darius Films et Dharamsala
- Sociétés de distribution : Pyramide Distribution (France) ; Maison 4:3 (Québec)
- Budget : 4 millions €[4]
- Pays de production :  France
- Langue originale : français
- Format : couleur — 1,85:1 — son 5.1
- Genre : catastrophe, drame
- Durée : 85 minutes[1]
- Dates de sortie :
  - France : 31 août 2024 (Festival du film francophone d'Angoulême) ; 21 février 2025 (sortie anticipée aux Antilles-Guyane)[5] ; 19 mars 2025 (sortie nationale)[5]

## Distribution
- Marina Foïs : Katia Reiter[1]
- Théo Christine : Aimé Lubin[1]
- Mathieu Demy : le Préfet[1]
- Mickaël Blameble : Olivier Lubin[1]
- Genny Dagnet : Jeanne Lubin[1]
- Dimitry Zandronis : Joseph[1]
- Djanyss Adelo : Chloé[1]
- Daren Delannay Marinette : Nathan[1]
- Robin Breton : Lionel[1]
- Aude Massengo : Aude[1]

## Production

### Développement
Fin octobre 2023, Le Film français annonce que le troisième long métrage de Cyprien Vial sera un film catastrophe avec Marina Foïs et Théo Christine dans les rôles principaux. Le long métrage est coécrit avec Nicolas Pleskof, coproduit par Émilie Tisné pour la société Darius Films et Isabelle Madelaine pour Dharamsala, dont Pyramide gère la distribution en France.
Cyprien Vial, après avoir découvert le court métrage documentaire La Soufrière (1977) de Werner Herzog, s'est inspiré de la dernière éruption de la Soufrière en 1976, en Guadeloupe, même si l'histoire du film se déroule de nos jours.
Le titre Magma est, d'ailleurs, un nom donné à un enfant évacué :

« Ils ont fait partir 70 000 personnes du sud de la Guadeloupe vers la Grande-Terre. Certains partaient vivre avec leur famille chez des cousins, des amis, mais ceux qui ne pouvaient pas être hébergés étaient accueillis dans des gymnases ou des écoles. Ces gens sont surnommés les « magmas », d'abord de façon affectueuse et taquine. Pendant les premières semaines de l'évacuation, les gens de la Grande-Terre sont accueillants, mais le fonctionnement de toute la société de l'île est modifié. Les enfants de Grande-Terre ne peuvent plus aller à l'école que le matin, parce que l'après-midi les petits « magmas » doivent y aller, par exemple. Et c'est très mal vécu car cette évacuation dure longtemps. »

— Cyrien Vial

### Attribution des rôles
En mai 2024, Marina Foïs et Théo Christine, Mathieu Demy font également partie de la distribution.

### Tournage

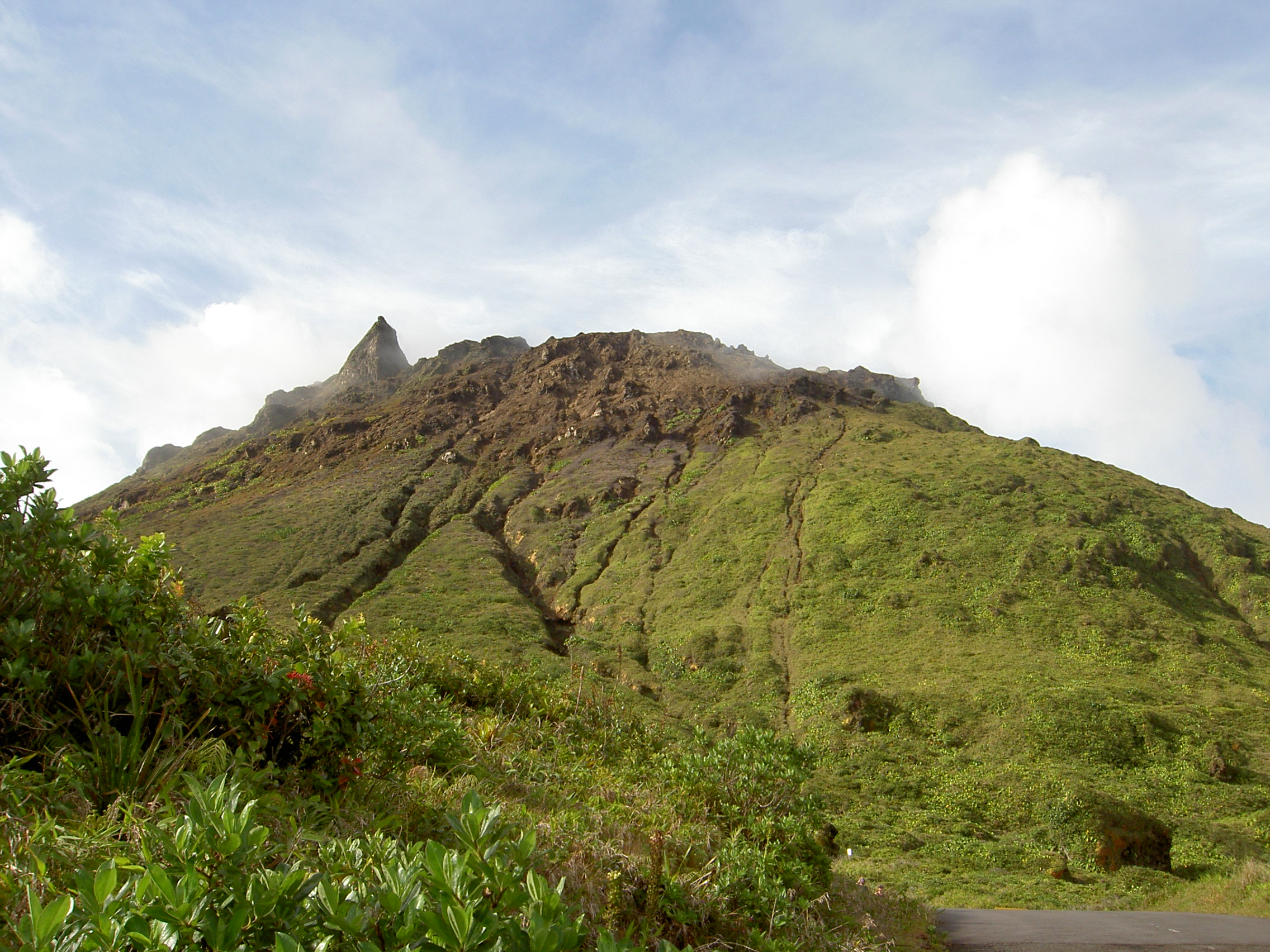
La Soufrière, en Guadeloupe

Le tournage débute le 25 octobre 2023 en Guadeloupe. Fin novembre, le maire de la ville de Basse-Terre adopte un arrêté portant autorisation de tournage sur « le domaine public à l'angle des rues de la République et Gratien Candace jusqu'à la boutique Jet 7, de 12 h 30 et 14 h, » et « la rue Paul Baudot, de 14 h et 15 h 30, le 27 novembre 2023. ».
Les prises de vue dans l'observatoire ont lieu au Houëlmont à Gourbeyre, sur le site même de l'observatoire volcanologique et sismologique qui est sollicité pour conseil scientifique sur le scénario et assistance technique et logistique. Les sorties de terrain sont filmées en extérieur à la Savane à Mulets, sur la route de la Citerne, au gouffre Breislack et au sommet de la Soufrière.

« On a dû monter cinq ou six fois à la Soufrière. On montait avec des pick-up, mais, au bout d'un moment, on devait le faire à pied et monter le matériel. On était tous ensemble avec l'équipe et quand on arrive en haut, c'est presque lunaire. »

— Théo Christine, racontant le tournage.
Les prises de vues prennent fin le 8 décembre suivant.

### Musique
La musique du film est composée par Léonie Pernet qui rejoint le réalisateur, Cyprien Vial, après Bébé tigre (2014).

## Accueil

### Festivals et sortie
Magma est sélectionné dans la section « Les Avant-premières » du Festival du film francophone d'Angoulême, où il est projeté en avant-première mondiale dans l'après-midi du 31 août 2024. Il sera également présenté en décembre suivant au Festival de cinéma européen des Arcs.
Pyramide Distribution annonce la date de sortie en France pour le 19 mars 2025, avec une sortie anticipée aux Antilles et en Guyane dès le 21 février 2025.
En mai 2024, Screendaily annonce que le film sera distribué au Québec par la société Maison 4:3.
Fin janvier 2025, la distribution Pyramide révèle la bande-annonce et la date de sortie, le 21 février 2025, en avant-première, aux Antilles-Guyane.

## Distinctions

### Nominations et sélections
- Festival de cinéma européen des Arcs 2024 : section « Avant-premières »[17]
- Festival du film francophone d'Angoulême 2024 : section « Les Avant-premières »[2]